# Patrícia Sampaio
Pour les articles homonymes, voir Sampaio.
Patricia Sampaio, née le 30 juin 1999 à Tomar, est une judokate portugaise médaillée de bronze aux jeux olympiques d'été 2024,.

## Carrière
En 2023, elle remporte tour à tour la médaille de bronze aux championnats européens de judo épreuves individuelles en plus d'avoir obtenu la troisième place aux Grands slams d'Ulaanbaatar, d'Antalya, de Tashkent, de TelAviv et la deuxième place au Grand Chelem de Qazaqstan Barysy. La même année, elle gagne la médaille d'or au Grand prix du Portugal . 
Lors des Jeux olympiques d'été de 2024, elle remporte la médaille de bronze après avoir battue la japonaise Takayama Rika.

## Palmarès
| Année | Compétition           | Lieu        | Résultat | Catégorie      |
| ----- | --------------------- | ----------- | -------- | -------------- |
| 2018  | Jeux méditerranéens   | Tarragone   | 3e       | Moins de 78 kg |
| 2023  | Championnats d'Europe | Montpellier | 3e       | Moins de 78 kg |
| 2024  | Jeux olympiques       | Paris       | 3e       | Moins de 78 kg |
| 2025  | Championnats d'Europe | Podgorica   | 1re      | Moins de 78 kg |

### Tournois Grand chelem et Grand prix
| Année | Compétition  | Lieu        | Résultat | Catégorie      |
| ----- | ------------ | ----------- | -------- | -------------- |
| 2019  | Grand Prix   | Marrakech   | 3e       | Moins de 78 kg |
| 2019  | Grand Prix   | Tbilissi    | 3e       | Moins de 78 kg |
| 2019  | Grand Prix   | Perth       | 1re      | Moins de 78 kg |
| 2020  | Grand Prix   | Tel-Aviv    | 3e       | Moins de 78 kg |
| 2022  | Grand Chelem | Tel-Aviv    | 3e       | Moins de 78 kg |
| 2023  | Grand Prix   | Almada      | 1re      | Moins de 78 kg |
| 2023  | Grand Chelem | Tel-Aviv    | 3e       | Moins de 78 kg |
| 2023  | Grand Chelem | Tachkent    | 3e       | Moins de 78 kg |
| 2023  | Grand Chelem | Antalya     | 3e       | Moins de 78 kg |
| 2023  | Grand Chelem | Astana      | 2e       | Moins de 78 kg |
| 2023  | Grand Chelem | Oulan-Bator | 3e       | Moins de 78 kg |
| 2024  | Grand Chelem | Tokyo       | 3e       | Moins de 78 kg |
| 2025  | Grand Chelem | Paris       | 1re      | Moins de 78 kg |
| 2025  | Grand Chelem | Tbilissi    | 3e       | Moins de 78 kg |